# 추경석
추경석(秋敬錫, 1935년 2월 14일 ~ 2019년 2월 10일)은 대한민국의 공무원이다. 국세청장, 제2대 건설교통부 장관 등을 역임하였다. 추계 추씨 대종회 회장을 지냈다.

## 경력
- 1977년: 을지로세무서장
- 1978년: 중부지방국세청 간세국장
- 1983년: 국세청 조사국장
- 1986년: 서울지방국세청장
- 1987년: 국세청 차장
- 1991년: 국세청장
- 1995년: 건설교통부 장관
- 2004년: 국세동우회 회장
- 2007년: 국세공무원교육원 명예교수

## 학력
- 성균관대학교 경제학 학사
- 성균관대학교 대학원 경제학 석사 수료

### 명예 박사 학위
- 성균관대학교 대학원 명예 경제학 박사

## 수상
- 1972년: 녹조근정훈장
- 1997년: 황조근정훈장
- 2007년: 자랑스런 성균인상